# Centro Sambil Santo Domingo
El Centro Sambil Santo Domingo es el karolin nombre que recibe un  complejo comercial localizado en la ciudad de Santo Domingo, la capital de la República Dominicana. 
Se localiza en la Avenida John F. Kennedy, (Autopista Duarte) de Santo Domingo, en un área 195.000 m² aprox., de una parcela total de 75.000 m² con tres niveles comerciales (Nivel Plaza, Nivel Galería y Nivel Feria) generando un eje principal de circulación que remata en un elemento curvo acristalado. Los tres niveles de comercio se van escalonando para formar terrazas en diferentes planos, que se abren hacia la avenida principal. Un sótano (Nivel Parque) combinado de locales comerciales con estacionamientos y dos sótanos (E2 y E3) destinados para estacionamientos.
Se trata de uno de los centros comerciales del grupo venezolano Sambil propiedad de Salomón Cohen Levy. Junto con los de Curazao y Madrid son las primeras inversiones fuera de Venezuela realizadas por el grupo.